# Consell Cultural de Bretanya

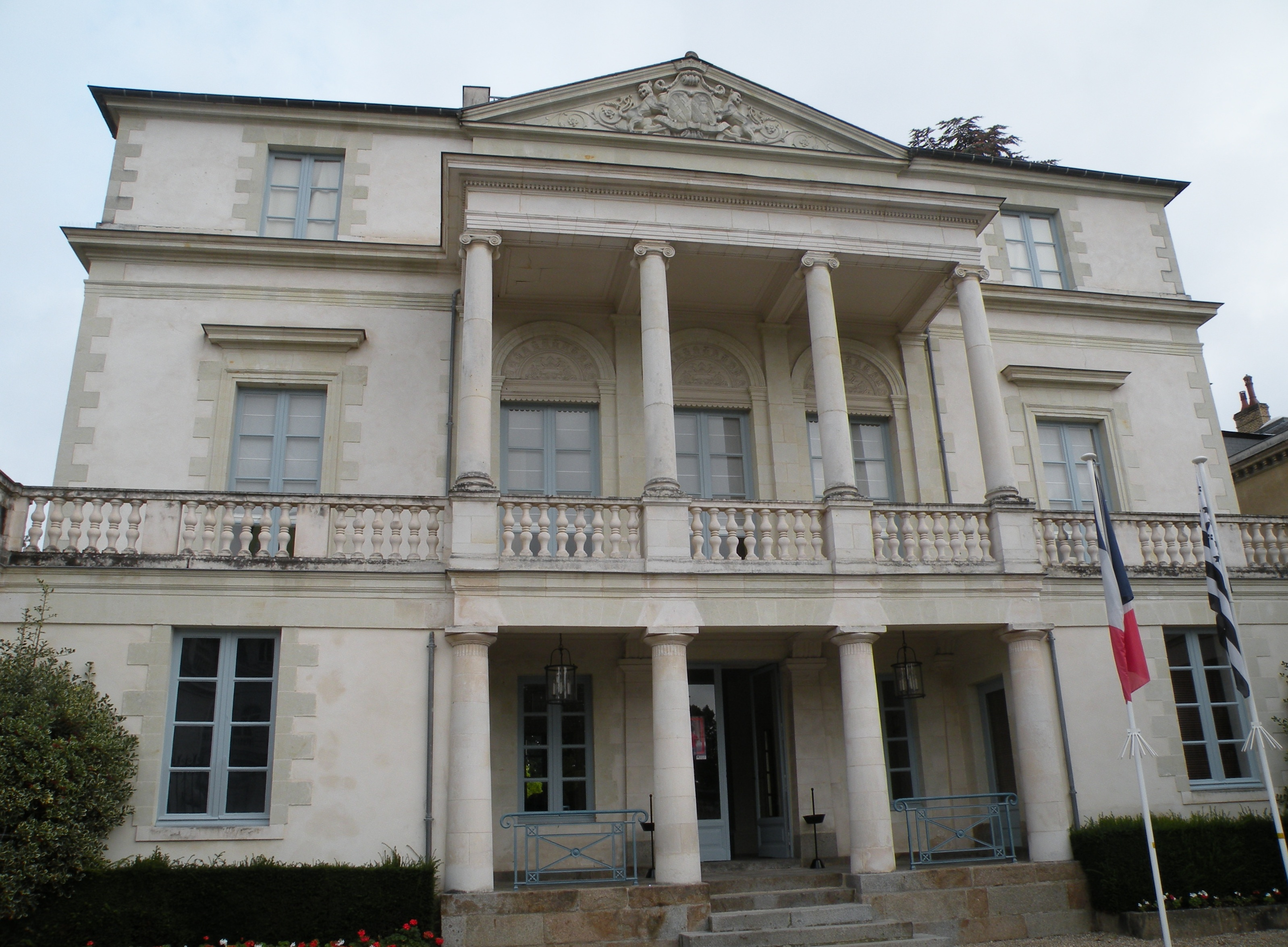
Hôtel de Courcy, seu de l'entitat.

Consell Cultural de Bretanya (bretó Kuzul Sevenadurel Breizh) és un organisme bretó resultant de la Carta cultural bretona signada el 1977 entre la República francesa, el Consell Regional de Bretanya i els consells generals de Costes del Nord, Finisterre, Morbihan, Ille i Vilaine i Loira Atlàntic.

## Composició
Està lligat orgànicament als cinc departaments bretons i està format per:
- Dos representants del Consell Econòmic i Social de França
- 15 representants dels cinc departaments bretons
- Un representant de l'Institut Cultural de Bretanya/Skol-Uhel Ar Vro
- Un representant de l'Agència Cultural de Bretanya.
- Quatre personatges qualificats de la vida cultural bretona.
- 51 associacions i federacions culturals dels dominis de la llengua bretona, la música, la dansa, els jocs tradicionals bretons, els mitjans de comunicació o les arts plàstiques, com Diwan, Dihun i Div Yezh, Skol an Emsav, Skol Ober, Stumdi, Deskiñ d'an oadourien, Bodadeg ar Sonerion, Kendalc'h i War 'l leur.

## Membres del consell de 2007 a 2009
- Patrick Malrieu, President
- Tangi Louarn, vicepresident encarregat de la comissió de dret i relacions internacionals
- Trefina Kerrain, vicepresident encarregat de la comissió de la joventut
- Alan ar Gal, vicepresident encarregat de la comissió ensenyament
- Anna ar Beg, Secretari/tresorer

## Membres del consell elegits el 21 de febrer de 2009
- Tangi Louarn, President
- Anna ar Beg, secretaie
- Paul Molac, vicepresident encarregat de la comissió de dret i relacions internacionals
- Yannig Baron, vicepresident encarregat de la comissió "reflexió"
- Alan ar Gal, vicepresident encarregat de la comissió ensenyament
- Ronan Helou, Tresorer

## Objectius
Promou el reconeixement de la cultura de Bretanya i, més àmpliament, per a la diversitat cultural, l'obertura i el diàleg intercultural a Bretanya, a França, a Europa i el món. En aquest context, actua com a contacte entre els electes i el món associatiu sobre temes d'importància cultural (ensenyament del bretó, ...). El CCB cerca un equilibri dels crèdits culturals de l'Estat en profit de les Regions i la ratificació per França de nombrosos tractats i pactes internacionals relatius als drets culturals i lingüístics.

## Activitats
El CBB opera en quatre àrees:
- És un lloc privilegiat d'intercanvi d'informació i de concertació entre els actors culturals i els electes.
- És el portaveu de les aspiracions col·lectives del món cultural per al públic i les institucions i formula propostes sobre la política cultural a Bretanya,
- Al si de les seves comissions internes, desenvolupa projectes per al desenvolupament cultural,
- Recolza les iniciatives sobre el terreny a les autoritats competents.

CCB participa en la Primavera de la llengua bretona (Nevez amzer ar Brezhoneg) i organitza la seva pròpia universitat d'estiu.
Il réalise des études notamment sur le développement audiovisuel en Bretagne. Porta a terme estudis sobre el desenvolupament audiovisual a Bretanya. Ha coeditat el Livre Blanc Une culture bretonne pour le XXIe siècle i publicat le Livre Noir de l'enseignement du Breton i l'Annuaire des dessinateurs de Bretagne. També organitza activitats per als joves:
- Université Jeunes en Bretagne (en associació amb el Consell Regional de Bretanya) des de 2000: cultura, desenvolupament local i regional, noves tecnologies, ... en forma de debats, tallers, concerts nocturns,
- trobades de les joventuts de Bretanya
- jornades puntuals de formació.

El CBB ha contribuït a la Federació Bretona de Cases del Camp (Tiez Hor Bro). També és l'antena bretona de l'Oficina Europea per les Llengües Minoritàries, i pren part tots els anys del Dia Europeu de les Llengües. També participa en les trobades de llengües i cultures regionals o minoritàries que reuneixen anualment els líders culturals d'una dotzena de regions. Organitza conferències i debats sobre les llengües minoritàries.

## La Universitat dels joves a Bretanya
El Consell Cultural de Bretanya organitza des de 2001 la Universitat dels Joves a Bretanya. El 2007, la Universitat dels Joves a Bretanya, que se celebrarà Ti Degemer Kerampuilh (Carhaix), se centrarà en el tema "arrels per al futur". L'edició 2008 va ser cancel·lada degut a la crisi existint en el Consell Cultural des d'octubre de 2007. Tenint en compte els canvis estructurals esdevinguts al CCB el 2009, és poc probable la continuïtat de la Universitat dels Joves a Bretanya. Els membres del CCB han expressat els seus retrets sobre la qüestió a l'Assemblea General de 21 de febrer de 2009 a Pontivy.

## Política en el Consell Cultural de Bretanya
Algunes associacions, com els cercles de ballarins i sonnieurs  o de les associacions d'ensenyament en bretó, són (segons els participants en el moviment bretó) considerats com a "nacionalistes" pels opositors a la cultura bretona, pel simple fet de criticar la política lingüística de França, molt diferent a la d'altres estats europeus.

## A prop de final?
Entre 2007 i 2008, el Consell Cultural de Bretanya ha travessat una crisi greu, degut sobretot a les relacions entre els funcionaris i els empleats de l'associació. El març de 2008, el DDTEFP obrí una investigació sobre les condicions de treball dels empleats del Consell després de diverses advertències de la medicina del treball sobre la seva situació. El maig de 2008, el coordinador de l'associació es llicencià i el litigi fou dut al tribunal de Rennes, qui votà un mandat especial perquè l'antic president Patrick Malrieu, representi el CCB cavant l'audiència judicial que se celebrà el dijous 28 de maig de 2009. Els projectes de l'any 2008 com a la Universitat dels Joves a Bretanya són totalment compromesos.
El Consell Regional ha anunciat en diverses ocasions el seu desig de renovar les eines de la Carta Cultural, entre ells el Consell Cultural, a causa de la seva obsolescència, la seva relativa ineficiència i la manca de claredat en els seus objectius. La posada en marxa de la nova forma del Consell Cultural de Bretanya, anomenat tercera cambra (després del Consell Regional i el CESR) serà objecte de vot en la sessió plenària del Consell Regional de Bretanya, el 26 de març de 2009.